# Biserici de lemn din Moldova

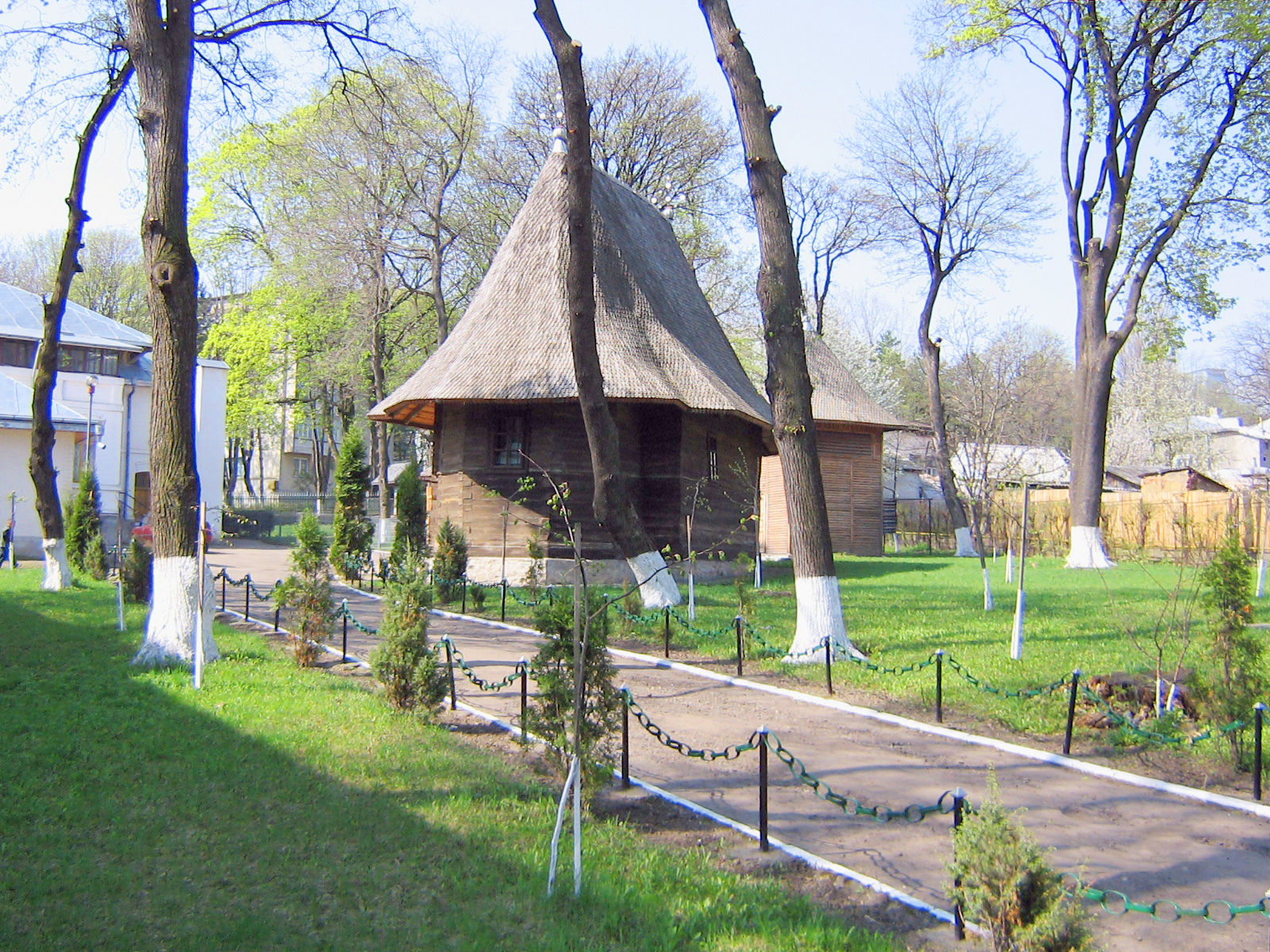
Biserica de lemn din Dorohoi

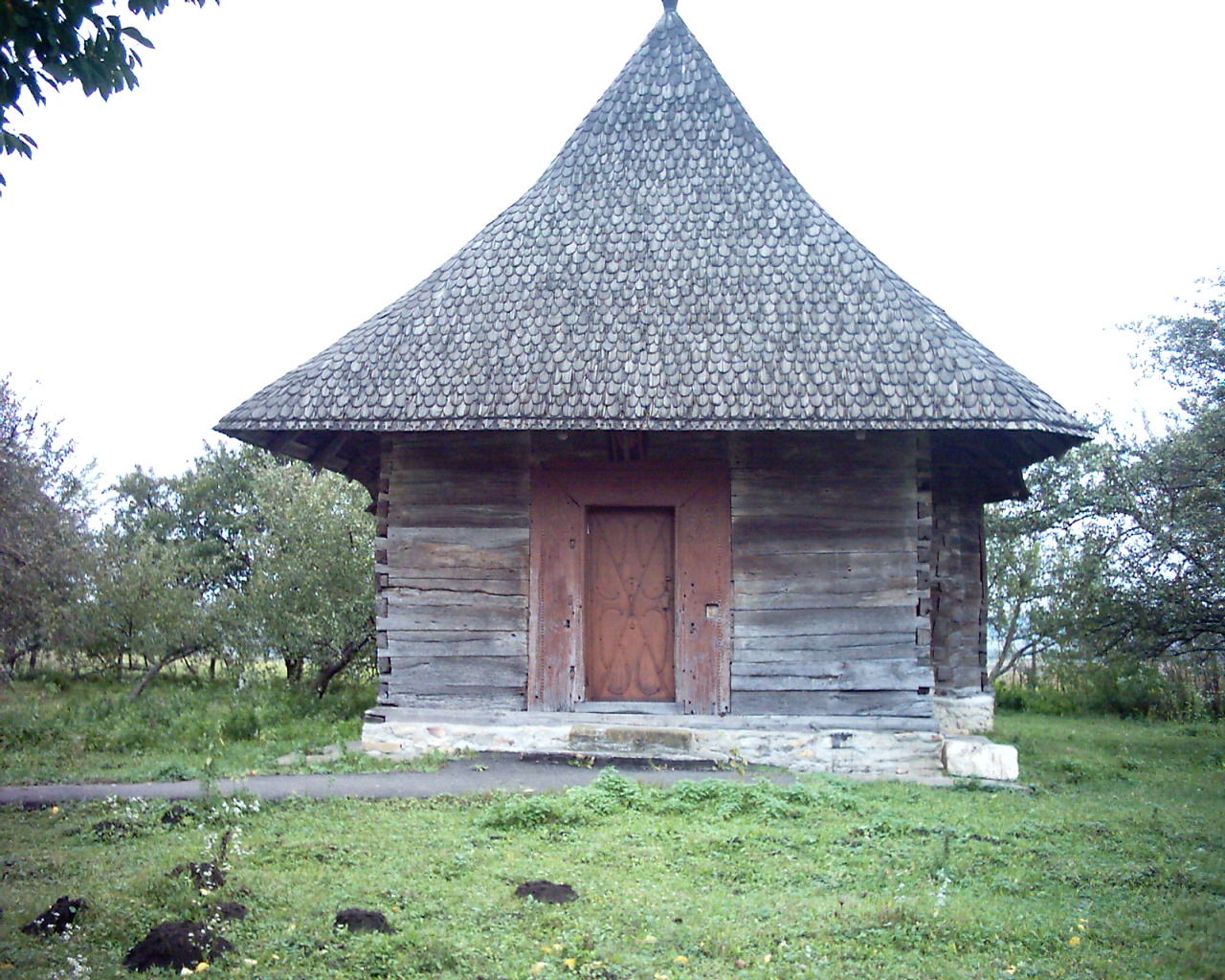
Biserica de lemn din Băneşti

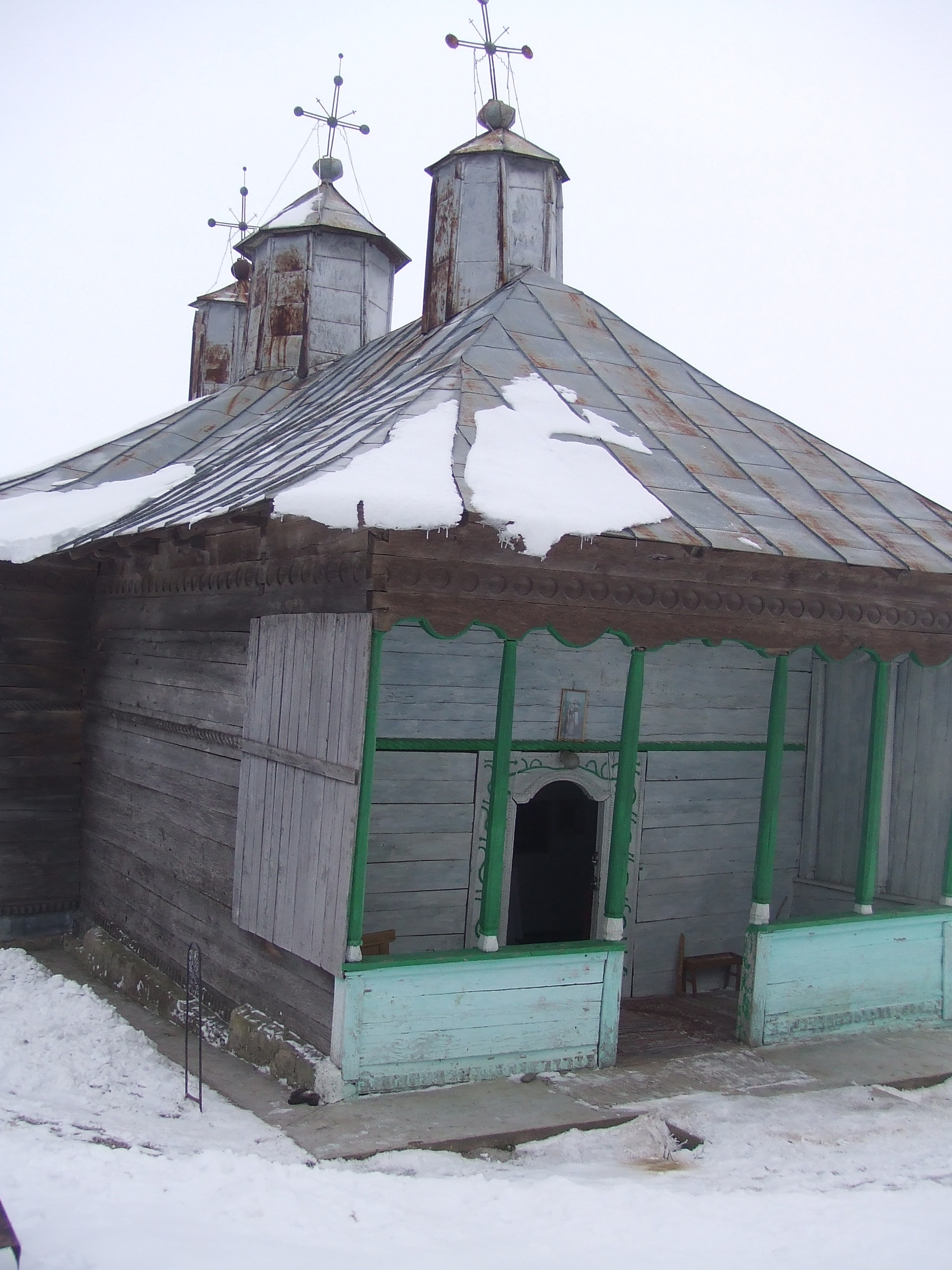
Biserica de lemn din Căpuşuneni

Bisericile de lemn din Moldova fac parte din familia de biserici de lemn românești.